# Cantonul Crécy-en-Ponthieu
Cantonul Crécy-en-Ponthieu este un canton din arondismentul Abbeville, departamentul Somme, regiunea Picardia, Franța.

## Comune
| Comune               | Populație (1999) | Cod poștal | Cod INSEE |
| -------------------- | ---------------- | ---------- | --------- |
| Le Boisle            | 426              | 80150      | 80109     |
| Boufflers            | 129              | 80150      | 80118     |
| Brailly-Cornehotte   | 240              | 80150      | 80133     |
| Conteville           | 172              | 80370      | 80208     |
| Crécy-en-Ponthieu    | 1 577            | 80150      | 80222     |
| Dominois             | 141              | 80120      | 80244     |
| Domléger-Longvillers | 267              | 80370      | 80245     |
| Dompierre-sur-Authie | 404              | 80150      | 80248     |
| Estrées-lès-Crécy    | 362              | 80150      | 80290     |
| Fontaine-sur-Maye    | 129              | 80150      | 80327     |
| Froyelles            | 66               | 80150      | 80371     |
| Gueschart            | 324              | 80150      | 80396     |
| Hiermont             | 167              | 80370      | 80440     |
| Ligescourt           | 194              | 80150      | 80477     |
| Maison-Ponthieu      | 278              | 80150      | 80501     |
| Neuilly-le-Dien      | 110              | 80150      | 80589     |
| Noyelles-en-Chaussée | 248              | 80150      | 80599     |
| Ponches-Estruval     | 125              | 80150      | 80631     |
| Vitz-sur-Authie      | 127              | 80150      | 80810     |
| Yvrench              | 249              | 80150      | 80832     |
| Yvrencheux           | 138              | 80150      | 80833     |